# 니가노르
니가노르/naɪˈkeɪnər/는 일곱 부제의 한 사람이다. 76년에 키프로스에서 베스파시아누스 황제에 의해 순교되었다고 여겨지는데, 이 전승은 현재 신빙성이 의심되고 있다.